# احمدآباد (لواسان)
احمدآباد یکی از محله‌های شهر لواسان واقع در بخش لواسانات شهرستان شمیران استان تهران کشور ایران است. این محله در دو کیلومتری جنوب غربی محله گلندوئک شهر لواسان و متصل به محله شورکاب قرار دارد.